# Acacia truncata
Acacia truncata és una espècie de planta arbustiva que pertany a la subfamília Mimosaceae dins el grup de les lleguminoses. És una espècie endèmica del sud d'Austràlia.

## Descripció

### Port
Arbust en forma de cúpula, d'uns 0,5-2 m d'alçada, fins a 3 m en rases protegides. Forma una capçada oberta, densa però no gaire espinosa.

### Fulles
Les fulles són bipinnades, reduïdes a folíols i espines com adaptació a la sequera. Generalment presenten estípules folioses o espinoses. Sovint, els pecíols, presenten glàndules que secreten productes per als insectes que hi tenen una relació de mutualisme.

### Flors
L'època de floració és entre el Juny i el Setembre. És polinitzant per nombroses espècies d'insectes que es veuen atrets pel color groc dels estams molt visibles de les seves flors. Els ocells també els poden pol·linitzar mentre s'alimenten dels insectes que viuen en les acàcies. És una acàcia amb inflorescències globuloses. Els seus glomèruls fan 12 mm de diàmetre amb les flors grogues i molt perfumades. Floreix de febrer a març. Els fruits són llegums cilíndrics d'uns 7 cm de llargada. Les llavors són brunes d'uns 7 mm de llarg.